# Sternomanzia
La sternomanzia è una forma di divinazione che prende in esame "l'atteggiamento del petto" come viene detto nel trattato cinquecentesco De venenis, cioè la forma dello sterno e in particolare eventuali segni presenti nella zona che va dal petto al ventre. La sternomanzia è stata interpretata anche come la divinazione delle voci provenienti dal petto. Ne parla anche François Rabelais nel Gargantua e Pantagruel, quando il personaggio di Her Trippa enumera a Panurgo tutta una serie di arti divinatorie.